# Montblanquet
Montblanquet és una petita població del municipi de Vallbona de les Monges, a l'Urgell, situada a la part sud-oest del terme. El 2022 hi vivien vuit persones.
El poble és al pla del Baró a 627 m d'altitud, prop del municipi dels Omells de na Gaia, i es troba a la carretera local LV-2338 que va dels Omells a Blancafort (Conca de Barberà) a través de la serra del Tallat, molt a prop del límit comarcal amb la Conca.

## Història
Va pertànyer al monestir de Poblet fins a l'any 1835. Més tard, el poble fou agregat de Vallbona de les Monges però mai va pertànyer a la baronia de Vallbona.
El castell de Montblanquet és esmentat ja el 1156, el 1195 fou donat a Poblet. Hi ha notícies que l'any 1407 tenia una presó i també es conserva el Llibre de la Cort de Montblanquet de 1440.
L'església de Sant Andreu de Montblanquet data del segle xiii i és d'estil cistercenc, que va del romànic al gòtic. Té una sola nau coberta amb volta de canó i sense absis diferenciat. L'absis és llis i al seu lateral hi ha la sagristia, a l'altre cantó el cor. El campanar és d'espadanya.